# Pneumodermopsis oligocotyla
Pneumodermopsis oligocotyla är en snäckart som beskrevs av Anne Letitia Massy 1917. Pneumodermopsis oligocotyla ingår i släktet Pneumodermopsis och familjen Pneumodermatidae. Inga underarter finns listade i Catalogue of Life.